# Пам'ятник авіаторам-чорноморцям
Пам'ятник авіаторам-чорноморцям на проспекті генерала Острякова було встановлено у 1981 році до 60-річчя ВПС ЧЧФ. Автори проєкту — архітектори М. В. Фортуна, М. Г. Раду, скульптор Ю. А. Канашин, інженер В. І. Панфіл. Не занесений до жодного реєстру пам'яток міста, тож законом не охороняється.

## Історія
Зіткнення чорноморських льотчиків з німецькими військами почалися у перші дні Німецько-радянської війни. Під час оборони Перекопа вони підтримували 51-шу і Приморську армії. Після німецької окупації Криму, у листопаді Авіація Чорноморського флоту перебазувалася на Кавказ; у Севастополі залишилася лише авіагрупа 8-го та 32-го полків.
4 листопада радянськими військами було підбито 31 літак Люфтваффе. 5 листопада поблизу селища Мале Садове Бахчисарайського району загинув заступник командира 2-ї ескадрильї 11-го штурмового авіаполку, капітан Микола Титович Хрустальов. Він направив палаючий літак на скупчення техніки супротивника, вогняний таран Хрустальова став першим в авіації Чорноморського флоту.
До кінця листопада у севастопольської авіагрупи залишалося лише 39 літаків. 23 листопада при нальоті на Сарабуз було знищено 15 бомбардувальників, 16-й збитий в бою. На початку 1942-го група отримала нові літаки Як-1, МіГ-3, Іл-2, Пе-2 та ДБ-3.
Перед третім наступом військ Осі на Севастополь була створена третя особлива авіагрупа під командуванням полковника Г. Г. Дзюби. При постійних авіаударах аеропорти обслуговували 4—5 вильотів на добу. При подальшій загрозі захоплення аеродрому на мисі Херсонес було підірвано 36 несправних літаків, 17 було передислоковано до Анапи. 10 екіпажів 23-го авіаполку капітана М. І. Ахапкіна і приблизно 2 тисячі осіб авіагрупи вступили в бій.
За період Оборони севастопольська авіагрупа знищила 334 та пошкодила 108 ворожих літаків. 61 льотчик Чорноморського флоту здобув звання Героя Радянського Союзу.

## Опис
Три 32-метрових пілони, які мають у плані форму трилисника, увінчані стилізованими зображеннями бойових літаків. Пілони покояться на потужному стилобаті, встановленому на штучному кургані. В об'ємно-просторову композицію пам'ятника входить меморіальна «Стіна Пам'яті», на гранітних плитах якої висічені імена 1297 льотчиків-чорноморців, які не мають поховань.
Дістатися до пам'ятника можна маршрутами 2, 9а, 12, 20, 25, 26, 95, 400 до зупинки «Лікарняний комплекс». Копія монумента представлена у Бахчисарайському парку мініатюр.